# Casa d'Olesa
La Casa d'Olesa és una de les principals famílies aristocràtiques de Mallorca i de l'extint Regne de Mallorca.
Els orígens mallorquins d'aquesta família se remunten a la conquesta de Mallorca encapçalada pel Rei en Jaume. En aquesta empresa hi participà Jaume d'Olesa, i el seu descendent, també anomenat Jaume; aquest darrer, a la vegada, arribà a ser el secretari del rei cap a l'any 1280. La família enllaçà, per una banda, amb famílies de cavallers, com ara els Santmartí, que eren donzells o cavallers dels primers inicis del Regne de Mallorca; però, per altra banda, també emparentaren amb famílies de ciutadans i mercaders, en aquest cas amb la família Pacs o els Sanglada.
Joaquim Maria Bover, al seu nobiliari mallorquí, especifica que la família era originària de Catalunya, lloc on posseïa a títol de feu, la vila del seu mateix nom, just devora Montserrat; és a dir, la vila d'Olesa de Montserrat. Tenint en compte que les dades que Bover inclou a la seva obra no són del tot acceptades per la major part de la historiografia actual, cal anar amb compte a l'hora de considerar-les i donar-les per certes i vàlides; així i tot, l'historiador del segle xix aporta una sèrie de dades que són interessants esmentar, com ara algunes dades biogràfiques de personatges il·lustres o importants per Mallorca, i que porten aquest llinatge.
D'aquesta manera, entre d'altres, Bover cita a:
- Jaume d'Olesa, que el 1330 va servir al rei Jaume III de Mallorca en la guerra contra Gènova i en les disputes que enfrontaven el monarca mallorquí amb l'aragonès.
- Rafel d'Olesa, que segons Bover fou expert en lleis i que va fundar el 1441 el Convent de Jesús extramurs, a Ciutat, juntament amb el seu cunyat Mateu Sanglada, amb el qual cedí els terrenys sobre els quals s'edificaria el convent. Va ser a més a més, jurat de la ciutat i regne per la classe noble, als anys 1451 i 1458, i va aconseguir del rei Alfons el Magnànim molts privilegis pel Regne de Mallorca, del qual en va ser ambaixador a Nàpols.
- Rafel d'Olesa, el 1554 va ser jurat de la Ciutat de Mallorca i Regne de Mallorca per la classe de ciutadans militars, obtenint pels seus serveis, el privilegi perpetu de cavaller, dia 16 de setembre de 1555.
- Bernat d'Olesa i Nicolau, fill de Gaspar d'Olesa i net de Pere d'Olesa i Rovira, fou militar. Morí a Formentor (Pollença), lluitant en contra dels musulmans que havien desembarcat en aquell indret dia 10 d'abril de 1587.
- Francesc d'Olesa i Santmartí, era fill de Jaume d'Olesa i Sanglada. Escriptor del poema titulat El menyspreu del món. Als anys 1529, 1531 i 1549 va ser jurat de la ciutat i regne per la classe dels nobles, fent importants serveis a la corona en èpoques crítiques, i tal com se llegeix en el títol de noblesa que li concedí, com a premi, Carles I d'Espanya, dia 24 de desembre de 1533. El monarca hispà l'armà cavaller de forma personal, i el condecorà amb la dignitat eqüestre, perquè la gaudís ell mateix i també tots els seus descendents d'ambdós sexes.
- Jaume d'Olesa i Santmartí, fill de l'anterior. Jurat de la ciutat i regne el 1630. Ocupà el càrrec de Mestre Racional de Mallorca.
- Jaume d'Olesa i Ballester, fill de Salvador d'Olesa i Sureda. L'any 1630 armà una companyia amb la qual contribuí a l'armada naval del monarca espanyol. El 1648 fou nomenat Lloctinent del Governador de Menorca i Mestre Racional del Reial Patrimoni d'aquella illa.
- Jaume d'Olesa i Rosselló, casat amb Ana Cabrera, filla dels marquesos de Villaseca, Còrdova
- Marià d'Olesa i Ramonell, nascut a Palma el 1909, fill de Josep d'Olesa i España. Va ser un religiós teatí, que arribà a ocupar el càrrec de Provincial en el si de la seva ordre; a més a més fou historiador. Va viure quaranta anys a l'Argentina. Va morir l'any 2000 a l'edat de 83 anys.

Bover diu que existí una branca ja extinta d'aquesta nissaga, els Olesa de Vinagrella. El nom de Vinagrella prové de la possessió del mateix nom, al nord de l'actual municipi de Llubí a Mallorca. El darrer membre d'aquesta branca, fou Maria d'Olesa de Vinagrella, que casà amb Tomàs Safortesa i Verí el 1650. L'escut de la família és una rosa de plata en camp encarnat. La casa pairal d'aquesta família, Can Olesa, se situa al Carrer Morei de Ciutat, i recentment la família l'ha venuda per uns vuit milions d'euros Per altra banda, les nombroses possessions que la família ha tengut per Mallorca al llarg de la història han deixat la seva empremta en la toponímia; en són exemples les possessions de Son Olesa, a Palma i Valldemossa, i de Can Olesa, a Manacor.